# Pinus orizabensis
Pínus orizabensis (лат.) — вид хвойных деревьев рода Сосна (Pinus), эндемик центральной Мексики. Часто рассматривается также как подвид сосны кедровидной (Pinus cembroides).
Ареал ограничивается небольшой территорией в восточной части Транс-Мексиканского вулканического пояса, в штатах Пуэбла и Веракрус. Произрастает на высоте 2200—2800 метров над уровнем моря, в более прохладном и влажном климате, чем другие сосны пиньонских видов.

## Ботаническое описание
Это дерево небольшого или среднего размера высотой 8–10 м с диаметром ствола до 50 см. Кора тёмно-коричневая, толстая, с глубокими трещинами у основания ствола. Хвоя собрана в смешанные пучки по три и четыре иглы, длиной 3–6 см, от тёмно-зелёного до сине-зеленого цвета, со стоматитами, ограниченными ярко-белой полосой на внутренней поверхности.
Шишки шаровидные или яйцевидные, 4–7 см длиной и 3–5 см шириной в закрытом состоянии, вначале зелёные, в возрасте 16–18 месяцев становятся жёлто-коричневыми, с небольшим количеством тонких чешуек, обычно 6–18 фертильных чешуек. В зрелом состоянии шишки раскрываются до 5–7 см в ширину, после раскрытия семена находятся на чешуйках.
Семена длиной 12–15 мм, с толстой оболочкой, розовым эндоспермом и крылышком длиной 2 мм; их рассеивает невадская сойка (Aphelocoma wollweberi), которая вырывает семена из раскрытых шишек. Сойка, использующая семена как основной пищевой ресурс, запасает множество семян; некоторые из них остаются несъеденными и способны вырасти в новые деревья.

## Систематика
Pinus orizabensis — самая недавно описанная сосна пиньонских видов, обнаруженная Даной К. Бейли в 1983 году при изучении необычного пиньона, выращенного в Королевских ботанических садах Кью; оказалось, что он соответствует диким экземплярам с Пико де Орисаба. Сначала его описывали как подвид Pinus cembroides, но дальнейшие исследования Бейли и Хоксворта и других учёных показали, что его можно рассматривать как отдельный вид. Часто рассматривается как подвид P. cembroides. Однако морфологически и по составу смолы этот таксон более схож с P. johannis и P. discolor. Вид лучше адаптируется к дождливому умеренному климату Англии, чем Pinus cembroides, которая растёт в более сухих местах.
Pinus orizabensis наиболее близок к Pinus johannis и Pinus culminicola, с которыми имеет общую структуру листьев со стоматитами, расположенными на внутренней стороне; отличается от них более крупными шишками и семенами, а от последнего — меньшим количеством хвоинок на пучок (3–4 против 5). Как и у этих двух видов, белая блестящая внутренняя поверхность хвои делает его очень привлекательным небольшим деревом, подходящим для парков и садов.
Съедобные семена в небольшом количестве собирают в Мексике.

## Охранный статус
МСОП классифицирует вид в категории NT (near threatened), то есть это вид с низким риском вымирания, но близкий к тому, чтобы быть классифицированным как находящийся под угрозой исчезновения.